# Pad

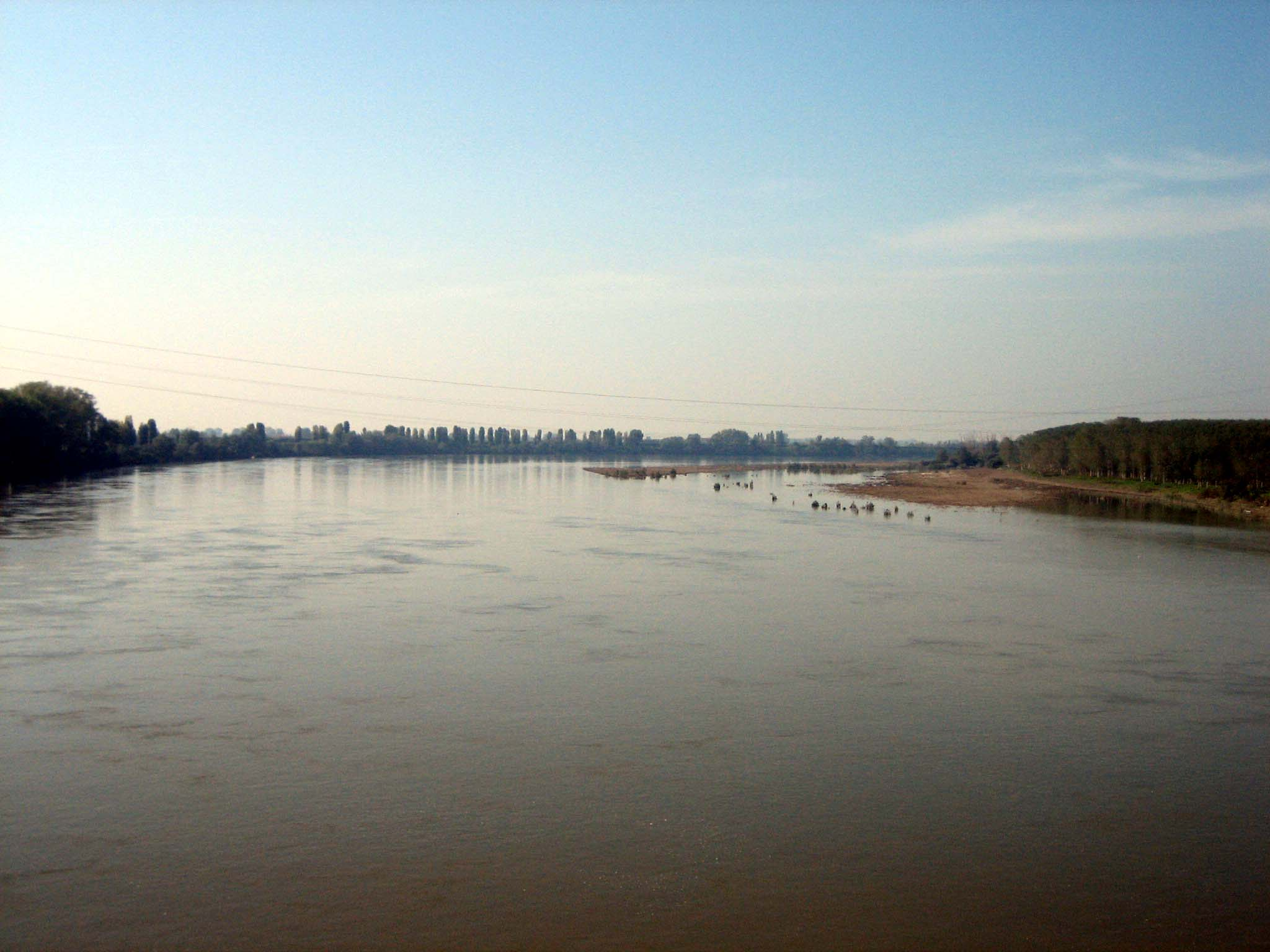
Fluviul Pad la sud de Mantova

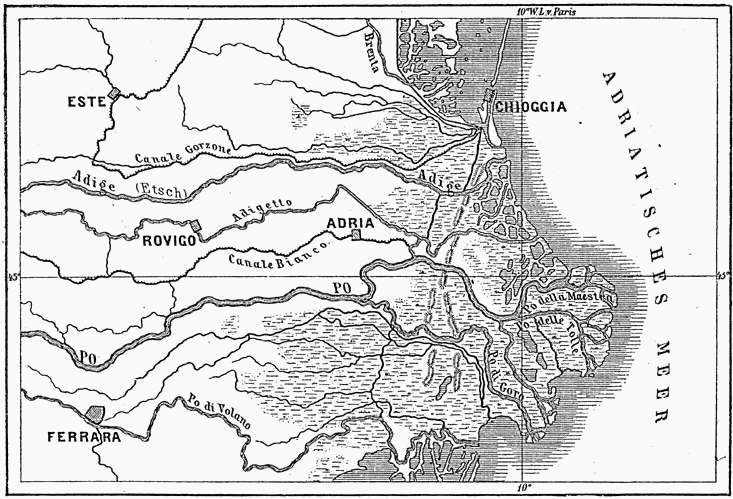
Hartă istorică cu delta Padului, din Lexiconul de conversaţie Meyer 1888

Fluviul Pad [pɔ] (it. Po, lat. Padus, germană veche: Pfad) izvorăște din Alpii Cotici în apropiere de granița italo - franceză și se varsă în Marea Adriatică în apropiere de Veneția. Având o lungime de 652 km el este fluviul cel mai lung din Italia. Fluviul are un bazin hidrologic cu o suprafață de 75.000 km².
O mare parte din cursul fluviului este amplasată în Câmpia Padului (ital. Pianura Padana), regiunea industrială cea mai importantă și mai bogată din Italia. În anul 1852 compania Lloyd din Austria a preluat organizarea și circulația vapoarelor pe fluviul Pad.
Fluviul Pad are o deltă largă de cca. 380 km², suprafață care se extinde continuu. Cele cinci canale principale ale fluviului sunt: Po di Maestra, Po della Pila, Po delle Tolle, Po di Gnocca și Po di Goro.

## Afluenți, orașe și regiuni
Râul Pad are în total 141 de afluenți.
Prezentarea schematică a principalilor afluenți, orașe și regiuni situate pe râul Pad:
| dreapta           |    | stânga         |
| Piemont           |    |                |
| Bulè              | P  |                |
| Croesto           | O  |                |
|                   |    | Ghiandone      |
|                   |    | Pellice        |
|                   |    | Varaita        |
|                   |    | Dora Riparia   |
|                   |    | Torino         |
|                   |    | Stura di Lanzo |
|                   |    | Dora Baltea    |
|                   |    | Sesia          |
| Tanaro            |    |                |
| Lombardia         |    |                |
| Scrivia           |    | Agogna         |
|                   |    | Ticino         |
|                   |    | Olona          |
| Emilia-Romagna    |    |                |
| Tidone            |    |                |
|                   |    | Lambro         |
| Trebbia           |    |                |
| Piacenza          |    |                |
| Nure              |    |                |
|                   |    | Adda           |
| Arda              |    | Cremona        |
| Taro              |    |                |
| Parma             |    |                |
| Enza              |    |                |
|                   |    | Oglio          |
|                   |    | Mincio         |
| Secchia           | P  |                |
| Panaro            | o  | Veneția        |
| Idrovia Ferrarese |    |                |
|                   | d. |                |
| Po di Goro        |    |                |
|                   | V  | Po di Levante  |
|                   | e  |                |
| Po di Gnocca      | n  |                |
|                   | e  |                |
|                   | z  | Po di Maistra  |
|                   | i  |                |
| Po delle Tolle    | a  | Po della Pila  |